# Colegiul Național I.L. Caragiale din București

Bustul lui Ion Luca Caragiale expus în holul Colegiului Național Ion Luca Caragiale

Colegiul Național I. L. Caragiale este un liceu din centrul Bucureștiului, localizat în apropiere de Piața Dorobanți. 
Colegiul a debutat la sfârșitul secolului al XIX-lea ca seminar pedagogic – Școala Normală Superioară (SNS),în el desfășurându-și activitatea ca profesori Alexandru Odobescu, Simion Mehedinți, Nicolae Cartojan, Gheorghe Țițeica, Dimitrie Pompeiu.

## Absolvenți notabili
- Andrei Chiliman
- Cezara Dafinescu
- Andrei Gerea
- Șerban Huidu
- Dan Marin
- Alexandru Nemoianu
- Vlad Rădescu
- Magda Stavinschi
- Manuela Tănăsescu
- Adriana-Diana Tușa
- Maria Alexandrescu Vianu
- Gelu Voican Voiculescu
- Rodica Zafiu